# 弗洛雷什蒂
弗洛雷什蒂（羅馬尼亞語：Florești）是摩爾多瓦的城市，也是弗洛雷什蒂區的首府，位於該國北部，距離首都基希涅夫130公里，始建於1588年8月20日，面積15.12平方公里，是重要的工業和商業中心，2014年人口11,998。